# Ileana Cotrubas
Ileana Cotrubas (Galati, 9 de juny de 1939) és una soprano romanesa. Ha destacat especialment en les seves interpretacions de La Traviata i La Bohème.

## Primers anys
Va créixer en una família molt musical i son pare, Vasile, era un tenor en un cor d'aficionats. La carrera musical de Cotrubas va començar als 9 anys, quan es va fer membre d'un cor infantil d'una ràdio. Als 11 anys, n'era un dels seus solistes principals.
Quan la seva família es va traslladar a Bucarest el 1952, es va inscriure a la "Scoala Speciala de Musica" per als nens musicalment dotats. Va continuar els seus estudis vocals fins al 1958 en què, a l'edat de 19 anys, la varen acceptar al "Conservatori Ciprian Porumbescu", on va estudiar amb Constantin Stroescu.

## Els inicis de la carrera
El 1964 va fer el seu debut a l'Òpera de Bucarest en el rol d'Yniold a Pelléas et Mélisande, de Debussy. Amb l'òpera de Bucarest, va ampliar el seu repertori fent, entre d'altres, l'Oscar a Un ballo in maschera, la Gilda a Rigoletto, i Blondchen a En rapte en el serrall.
El 1965, Cotrubas va guanyar el reconeixement internacional a 's-Hertogenbosch, Països Baixos, on va guanyar el primer premi d'òpera, lied i oratori en una competició local. L'any següent, va guanyar una competició de la radio-televisió a Múnic i, durant els següents anys, va fer debuts a les principals òperes d'Europa. També, el 1969, va fer el seu debut britànic en el Festival de Glyndebourne amb la Mélisande, i l'any següent, el seu debut a la Royal Opera House Covent Garden de Londres amb la Tatiana a l'òpera Eugene Onegin.
Cotrubas va firmar un contracte de tres anys amb l'Òpera de l'Estat de Viena el 1970. Durant aquest temps, va interpretar els papers de Susanna a Les noces de Fígaro, Zerlina al Don Giovanni, Violetta a La Traviata, Mimì a La Bohème, i Sophie a Der Rosenkavalier. El seu contracte li va permetre cantar en altres teatres, i el 1973 va fer el seu debut als Estats Units d'Amèrica a l'Òpera Lírica de Chicago, fent la Mimì.

## Reconeixement internacional
El gener de 1975, Ileana Cotrubas va esdevenir una estrella internacional quan va substituir Mirella Freni a La Scala de Milà amb la Mimì. Va haver de volar des de la seva casa de Kent i arribà 15 minuts abans de l'estrena. L'aplaudiment que va seguir la seva primera ària va ser fantàstic i la seva interpretació va ser aclamada pels crítics i el públic per igual.
Ileana Cotrubas va fer el seu debut a l'Òpera Metropolitana de Nova York el 1977 amb la Mimì; la producció comptava també amb Josep Carreras i Renata Scotto. Va tornar durant la temporada 1977-78 fent la Gilda del Rigoletto en un muntatge televisat, i interpretant la Violetta amb Plácido Domingo la temporada 1980-81.
Ileana Cotrubas ha interpretat la Micaela de Carmen, i la Leila a Els pescadors de perles, ambdues òperes de Bizet.
Cotrubas és també coneguda per ser molt exigent en el tracte amb directors i col·legues. Algunes vegades ha canviat la producció quan no li agradava el director.
Ileana Cotrubas, ja retirada, continua donant classes de cant arreu del món, i és mestra de talents. Es va casar amb el músic Manfred Ramin el 1972.